# Austrogonium abyssale
Austrogonium abyssale är en kräftdjursart som beskrevs av Menzies och George 1972. Austrogonium abyssale ingår i släktet Austrogonium och familjen Paramunnidae. Inga underarter finns listade i Catalogue of Life.